# Silla de san Eduardo

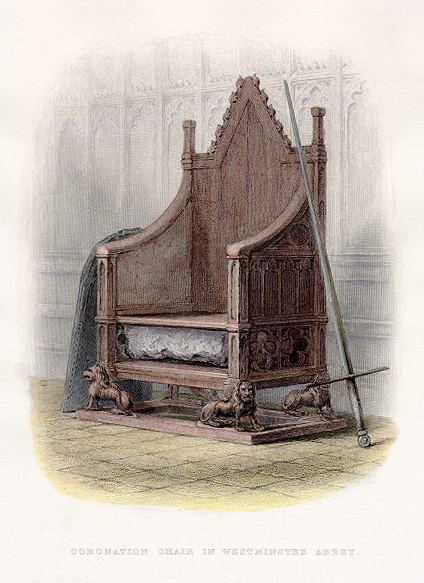
Silla de la Coronación, en la que se puede apreciar la Piedra de Scone.

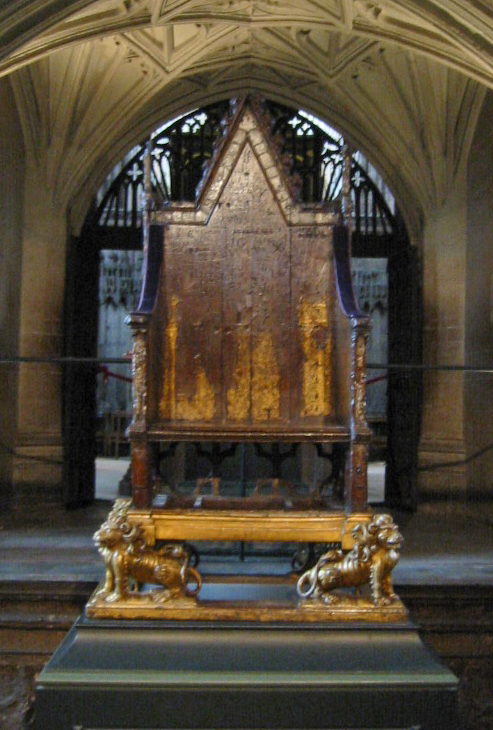
La silla como se vio en 2002, sin la Piedra de Scone, que había sido devuelta a Escocia, no instalada.

La Silla de San Eduardo, también conocida como Trono de Eduardo y Silla de la Coronación (en inglés, King Edward's Chair, St Edward's Chair o The Coronation Chair) es una silla de madera, ubicada en el interior de la Abadía de Westminster. 
El Trono de Eduardo es utilizado por los monarcas británicos durante la ceremonia de coronación. La silla fue encargada en 1296 por el rey Eduardo I para contener los fragmentos de la Piedra de Scone, capturados por él mismo en la abadía homónima.

## Historia
En 1296, el rey inglés Eduardo I se apoderó de un bloque de arenisca de la abadía de Scone, en Perthshire, llamado Piedra de Scone o Piedra del Destino. Esta piedra había sido utilizada durante siglos por los reyes escoceses para sentarse sobre ella cuando eran coronados. Eduardo trajo la Piedra a Inglaterra y encargó el Sillón de la Coronación para sostenerla. El sillón, de respaldo alto y estilo gótico, fue tallado en roble en algún momento entre el verano de 1297 y marzo de 1300 por el carpintero Walter de Durham. Al principio, el rey ordenó que el sillón fuera de bronce, pero cambió de opinión y decidió que fuera de madera. Originalmente estaba cubierto de dorados y vidrios de colores, gran parte de los cuales se han perdido.
La silla es la pieza de mobiliario inglés más antigua fechada por un artista conocido. Aunque originalmente no estaba destinada a ser una silla de coronación, comenzó a asociarse con las coronaciones de los monarcas ingleses en algún momento del siglo XIV, y la primera coronación en la que se utilizó definitivamente fue la de Enrique IV en 1399. Los monarcas solían sentarse en la propia Piedra de Scone hasta que se añadió una plataforma de madera a la silla en el siglo XVII.

## Protección
La Silla de la Coronación está muy protegida y solo abandona su lugar de seguridad -detrás de un cristal- en un zócalo de la capilla de San Jorge, en la nave, cuando se traslada al teatro de la coronación, cerca del altar mayor de la abadía. Entre 2010 y 2012, un equipo de expertos limpió y restauró la silla a la vista del público de la abadía. A principios de 2023, se emprendió un nuevo programa de restauración y conservación para preparar la coronación de Carlos III y Camilla.